# 剣淵町
剣淵町（けんぶちちょう）は、北海道上川地方北部、天塩国上川郡にある町。

## 概要
北海道の内陸部に位置する町である。
「絵本の里」として絵本による街づくりを目指している。

### 町名の由来
現在の剣淵川と天塩川の合流点を指す「ケネ（ペッ）プチ」〔ハンノキ（・川）・その川口〕あるいは「ケネペップトゥ」（ハンノキ・川・川口）に由来する、などの説があり、いずれにせよハンノキがあったことに由来すると考えられている。

## 地理
- 天塩川の支流剣淵川沿いに町がある。

### 隣接している自治体
- 南は和寒町、他の三方は士別市に隣接している。

## 歴史
年表
- 1897年（明治30年） - 天塩国上川郡に剣淵・士別・多寄・上名寄の各村が設置される。
- 1899年（明治32年） - 剣淵戸長役場が設置される。
- 1902年（明治35年） - 上名寄3村戸長役場（現在の名寄市）を分離する。
- 1906年（明治39年）4月1日 - 北海道二級町村制施行により上川郡剣淵村が村制施行し、剣淵村が発足。
- 1915年（大正4年）4月1日 - 和寒村（現在の和寒町）を分村する。
- 1927年（昭和2年）10月1日 - 一部が分離して温根別村（二級）が発足。
- 1962年（昭和37年）1月1日 - 町制施行、剣淵町となる。
- 1989年（平成元年）8月 - 世界各国から絵本の原画を集めた国際絵本原画展を開催[1]
- 1991年（平成3年）8月 - 絵本を集めた専門図書館の「絵本の館」を開館[6]
- 2006年（平成18年）9月 - 道の駅絵本の里けんぶちを開館[7][8]

## 経済

### 産業
農業がさかん。畑作物、野菜、酪農、畜産。

### 立地企業

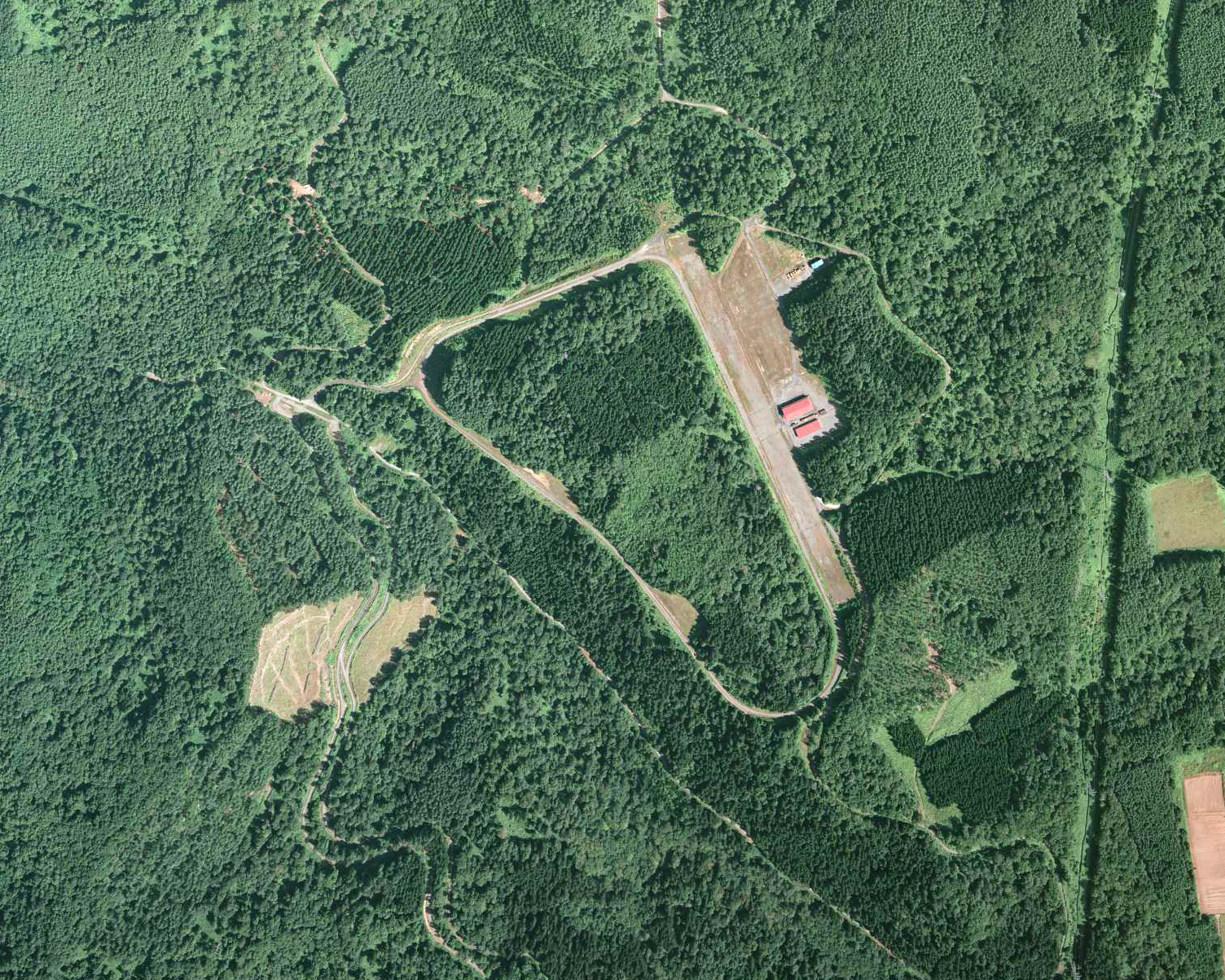
マツダ北海道剣淵試験場の空中写真。2011年8月13日撮影。。

- マツダ北海道剣淵試験場

### 農協
- 北ひびき農業協同組合（JA北ひびき）剣淵基幹支所

### 郵便局
- 剣渕郵便局
- 西原郵便局

※集配業務は和寒郵便局が担当

### 宅配便
- ヤマト運輸：道北主管支店北海道士別センター（士別市）
- 佐川急便：名寄営業所（名寄市）

### 警察
- 士別警察署剣淵駐在所

## 姉妹都市・提携都市
- 富山県射水市
1995年6月1日、旧大門町と剣淵町が友好都市提携。射水市の発足に伴い2006年5月11日に改めて姉妹都市提携。
- 香川県さぬき市
旧志度町と剣淵町の縁組みを継承。1996年（平成8年）9月28日締結

## 地域

### 人口
| |                                        |  |
| 剣淵町と全国の年齢別人口分布（2005年） | 剣淵町の年齢・男女別人口分布（2005年） |  |
| ■紫色 ― 剣淵町 ■緑色 ― 日本全国 | ■青色 ― 男性 ■赤色 ― 女性              |  |
| 剣淵町（に相当する地域）の人口の推移 \| 1970年（昭和45年） \| 7,056人 \| \| \| 1975年（昭和50年） \| 5,911人 \| \| \| 1980年（昭和55年） \| 5,481人 \| \| \| 1985年（昭和60年） \| 5,111人 \| \| \| 1990年（平成2年） \| 4,703人 \| \| \| 1995年（平成7年） \| 4,466人 \| \| \| 2000年（平成12年） \| 4,158人 \| \| \| 2005年（平成17年） \| 3,952人 \| \| \| 2010年（平成22年） \| 3,569人 \| \| \| 2015年（平成27年） \| 3,228人 \| \| \| 2020年（令和2年） \| 2,926人 \| \| |                                        |  |
| 総務省統計局 国勢調査より |                                        |  |
| 1970年（昭和45年） | 7,056人                                |  |
| 1975年（昭和50年） | 5,911人                                |  |
| 1980年（昭和55年） | 5,481人                                |  |
| 1985年（昭和60年） | 5,111人                                |  |
| 1990年（平成2年） | 4,703人                                |  |
| 1995年（平成7年） | 4,466人                                |  |
| 2000年（平成12年） | 4,158人                                |  |
| 2005年（平成17年） | 3,952人                                |  |
| 2010年（平成22年） | 3,569人                                |  |
| 2015年（平成27年） | 3,228人                                |  |
| 2020年（令和2年） | 2,926人                                |  |

年々、人口が減少しており、少子高齢化が加速している。

### 教育
- 高等学校
  - 剣淵高等学校
- 小中学校
  - 剣淵町立剣淵中学校
  - 剣淵町立剣淵小学校

## 交通

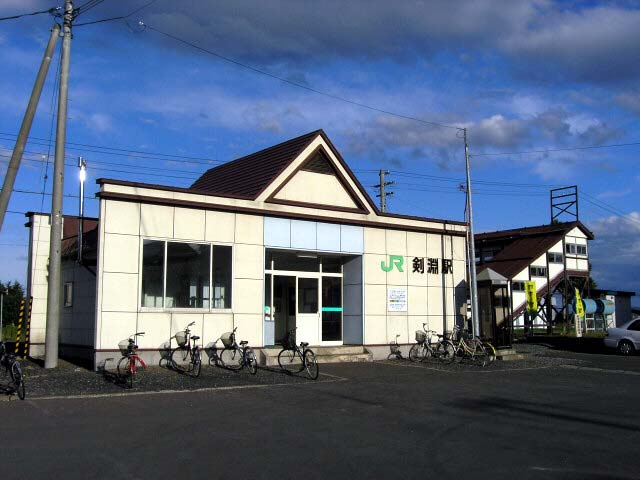
剣淵駅

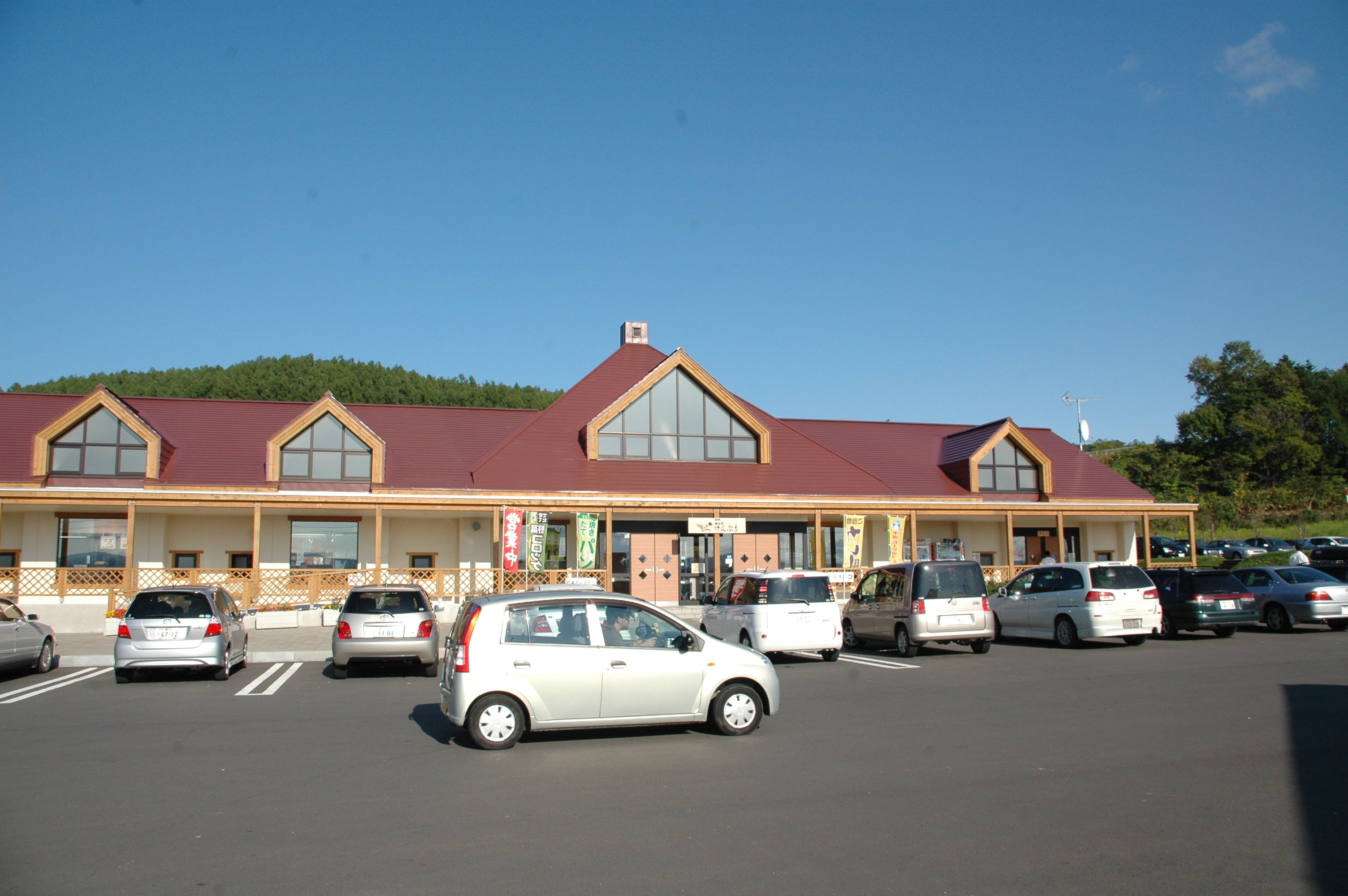
道の駅絵本の里けんぶち

### 空港
- 旭川空港 （東神楽町）

### 鉄道
- 北海道旅客鉄道（JR北海道）
  - 宗谷本線：剣淵駅
    - 剣淵駅の両隣にあった東六線駅と北剣淵駅は、2021年3月13日のダイヤ改正時に廃止された[9][10]。

### バス
- 道北バス
- 剣淵町営バス
- 高速バス - 札幌市発着の高速バス「高速なよろ号」（道北バス・北海道中央バス共同運行）が町内の道の駅けんぶちバス停に停車する。

### 道路
- 高速道路
  - 道央自動車道 ： 士別剣淵IC
- 一般国道
  - 国道40号
  - 国道239号
- 都道府県道
  - 北海道道205号上士別ビバカルウシ線
  - 北海道道251号雨竜旭川線
  - 北海道道293号温根別剣淵停車場線
  - 北海道道536号剣淵原野士別線
  - 北海道道545号三和剣淵線
  - 北海道道984号温根別ビバカルウシ線
- 道の駅
  - 道の駅絵本の里けんぶち

## 名所・旧跡・観光スポット・祭事・催事

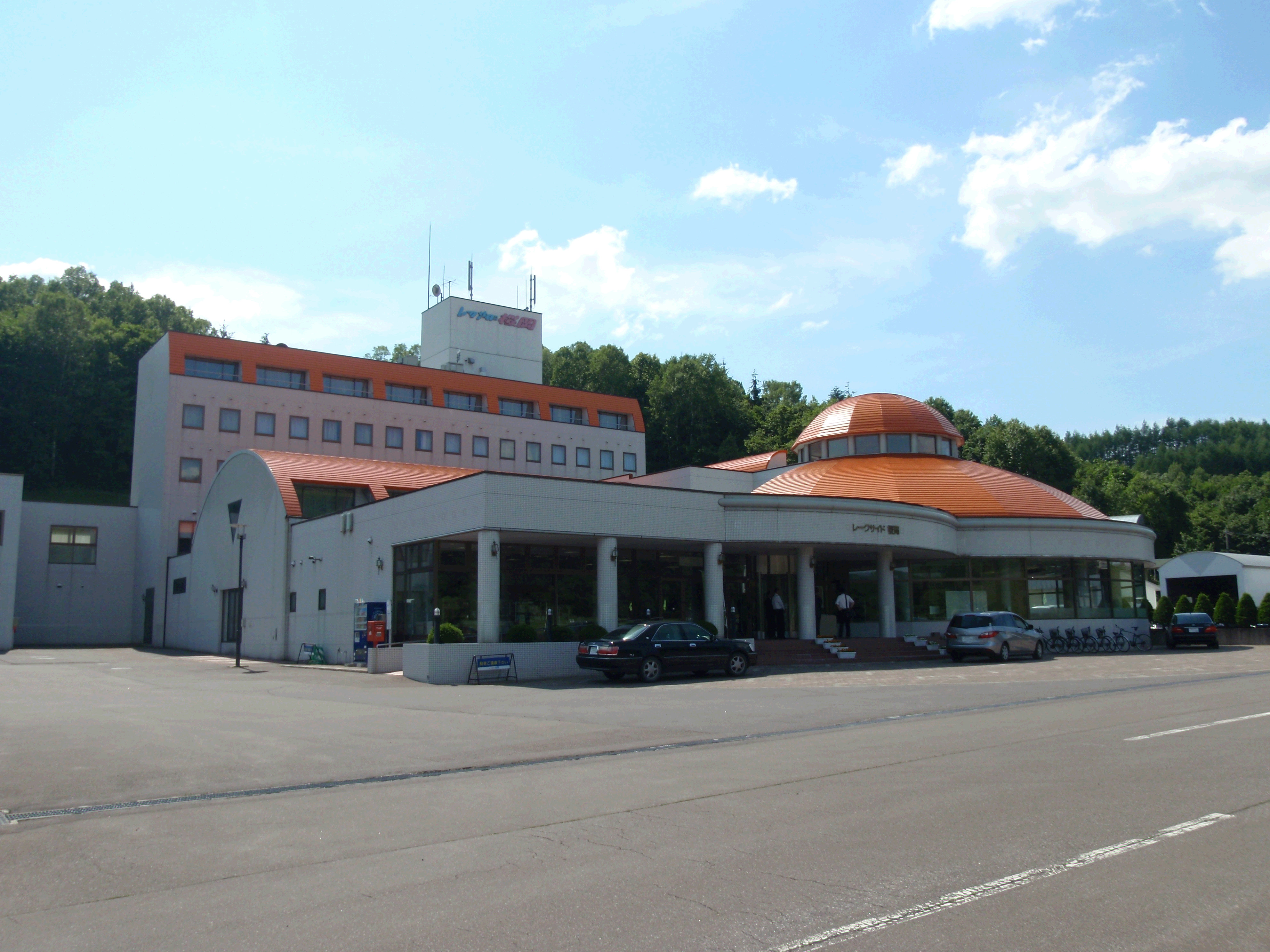
剣淵温泉

### 剣淵町文化財
- 剣淵屯田兵屋（有形文化財）[11]
- 射的場（史跡）[11]
- 開拓記念木やちだも（天然記念物）[11]
- 緋鮒・銀鮒・鉄魚（天然記念物）[11]

### 絵本の里
1989年（平成元年）8月に世界各国から絵本の原画を集めた国際絵本原画展を開催したのを皮切りに、絵本を集めた専門図書館の「絵本の館」を1991年（平成3年）8月に開館して、そこに訪れる利用者の投票で選ぶ「けんぶち絵本の里大賞」を開催するなど「絵本の里」として絵本による街づくりを目指している。
絵本の里大賞受賞作家によるシンポジウムなども含めた「絵本まつり」も開催されており、回数を重ねて町内外へその開催が浸透してきている。
- 剣淵町絵本の館:絵本の里の中核となる施設として1991年（平成3年）8月1日に開館したもので絵本の専門図書館で[6]、毎年来館者の投票による「けんぶち絵本の里大賞」を開催している[12]。2010年（平成22年）6月に「町づくりの拠点」となっていることが評価されて公共建築賞の優秀賞を受賞した[15]。

### 観光
- けんぶち ビバアルパカ牧場